# Бланшфор, Бертран де
Бертра́н де Бланшфо́р (или Бланкфор, Бланфор, фр. Bertrand de Blanchefort, 1109? — 2 января 1169) — Великий магистр ордена тамплиеров с конца 1156 по 1169 год.

## Биография

### Ранние годы
Бертран де Бланшфор — младший сын сеньора Годфруа де Бланшфора из Гиени. Он родился около 1109 года, хотя точная дата не зафиксирована в источниках. Бертран с ранних лет готовился стать воином, однако помимо каждодневных тренировок с оружием, он освоил искусство переговоров. Благодаря этому, он оставил о себе память как о реформаторе и устроителе ордена и способствовал изменению имиджа тамплиеров в направлении от образа безрассудных воинов к образу проницательных политиков.

### Военная карьера
Документы упоминают Бертрана как великого магистра ордена несколько дней спустя после смерти Андре де Монбара, что позволяет предположить, что его избрание было заранее подготовлено Генеральным Капитулом ордена. Впервые как магистр он упоминается 2 ноября 1156 года, когда он поставил свою подпись в мирном договоре между королём Балдуином III и пизанцами.
Вместе с королём Бертран боролся против сарацин Нур-ад-Дина Занги. В 1157 году вместе с 87 братьями и 300 светскими рыцарями попал в засаду, устроенную сарацинами у переправы через Иордан, и оказался в плену. В неволе в Алеппо Бертран находился в течение трех лет и был отпущен после того, как византийский император Мануил I Комнин заключил мир с Занги.
Бертран сопровождал короля Амори I в 1163 году в ходе вторжения крестоносцев в Египет. Экспедиция закончилась неудачей, несмотря на значительное превосходство сил крестоносцев. В 1168 году Бертран отказался от участия в повторной экспедиции, опасаясь еще более тяжелых потерь.

### Реформа ордена
Бланшфор ходатайствовал перед папой о присвоении себе титула «Магистр благодатью Божией», который подчеркивал возросший статус тамплиеров в структуре католической церкви. Он также провел ряд преобразований внутри ордена. Так, он письменно закрепил структуры ордена, рыцари получили четкие полномочия и инструкции. Он также установил порядок проведения проверок в руководстве ордена, которые не позволяли магистрам ордена действовать без поддержки рыцарей. Кроме того, Бертран отдал немало сил, чтобы подготовить в ордене умелых переговорщиков. В частности, после неудавшейся экспедиции в Египет, именно тамплиеры помогли составить мирный договор.